# Paradoxopsyllus socrati
Paradoxopsyllus socrati är en loppart som beskrevs av Kunitskaya et Kunitsky 1978. Paradoxopsyllus socrati ingår i släktet Paradoxopsyllus och familjen smågnagarloppor. Inga underarter finns listade i Catalogue of Life.